# James Greene
James Greene (Belfast, Irlanda del Norte, 19 de mayo de 1931-Ib., 5 de enero de 2021) fue un actor de cine y teatro y locutor de radio británico, cuya carrera incluyó más de 100 papeles en cine, películas de televisión y series de televisión internacionales. Estos incluyeron producciones como The Moon Stallion, What a Girl Wants, Whole Lotta Sole y Albert Nobbs.

## Biografía
James Greene, nació en Belfast, Irlanda del Norte en 1931, era un actor conocido en las producciones teatrales inglesas a principios de los años cincuenta. Desde mediados de la década de 1950 protagonizó el reparto estelar en la producción de RSC de "Titus Andronicus", de Peter Brooks, que realizó una breve gira europea en 1957, protagonizada por actores como Laurence Olivier, Anthony Quayle y Vivien Leigh.
Un cambio de dirección lo llevó de regreso a Belfast en 1959, donde trabajó como locutor en UTV entre 1959 y 1965. En 1965 decidió revivir su carrera como actor y regresó a Inglaterra para ganarse la vida en teatros regionales.
En 1972 James Greene inició sus trabajos en la televisión con un pequeño papel como un ayudante en la serie de televisión Colditz. En la década de 1970, siguieron numerosos papeles como actor de reparto en series británicas, antes de conseguir el papel del profesor Purwell en la miniserie infantil The Moon Mold, dirigida por Dorothea Brookings en 1978. Sarah Sutton, Caroline Goodall, David Haig y John Abineri actuaron allí. En 1984 formó parte del elenco habitual de la serie de televisión Chocky con sus apariciones como Mr. Trimble. De 1985 a 1986 interpretó al reverendo Bartlet en la serie de comedia Mapp and Lucia.
En 1987, Greene apareció por primera vez en una película, en el drama de Steven Spielberg El imperio del sol. Consiguió su segundo papel en un largometraje wn 1994, en la producción nominada al Oscar Tom & Viv, de Michael Hastings. En el drama policial de dos partes Second Sight en 1999 con Clive Owen, interpretó al óptico Dr. Goddard.
En 1993 leyó Odisea, junto a Sinéad Cusack, Stephen Rea, Norman Rodway y otros, en una versión radiofónica del poema épico de Homero, que fue transmitido por BBC Radio. Esta lectura duró 5 horas y 50 minutos.
A partir de 2000 continuó trabajando en cine y televisión. Interpretó papeles en películas muy conocidas como la película Desde el infierno (2001), protagonizada por Johnny Depp o en la comedia What a Girl Wants  (2003), dirigida por Dennie Gordon. También apareció en Johnny English ese mismo año y Devorador de pecados. En televisión interpretó a Arnold en la serie de comedia dramática William and Mary, entre 2003 y 2005.
Obtuvo otros papeles cinematográficos en 2007 en la película Piccadilly Cowboy del director Tyler Ford. El director Guy Ritchie lo eligió en 2008 para su thriller RocknRolla y en 2009 para su comedia criminal Sherlock Holmes. En 2011 consiguió el papel de Patrick en el drama Albert Nobbs, nominado al Oscar, de Rodrigo García, con Glenn Close en el papel principal. En 2012 protagonizó el drama musical de Tom Hooper Les Misérables.
Las muchas otras apariciones de James Greene en televisión entre 1972 y 2013 incluyen Tales of the Unexpected (1980), Bergerac (1981), Rumpole of Old Bailey (1983), Inspector Morse (1987), Agatha Christie's Poirot (1993), Kavanagh QC (1996-1997), Dinotopia (2003), Midsomer Murders (2010), Merlín (2011), The Fades (2011) y Doctor Who (2013).
James Greene falleció el 5 de enero de 2021 a la edad de 89 años.

## Filmografía
- Mapp & Lucia (1985-1986) es el Reverendo
- Chocky (1984)
- The Bill (1990-2008)
- Johnny English (2003)
- Holby City (2005-2013)
- Doctor Who (2013)
- Big School (2013-2014) es Mr. John Hubble
- Birds of a Feather (2014) es Stanley Barrington